# U-21-Fußball-Europameisterschaft 2009/Qualifikation

An der Qualifikation für die U-21-Fußball-Europameisterschaft 2009 beteiligten sich insgesamt 51 der 53 UEFA-Verbände. Andorra nahm als einziger Verband nicht teil, Schweden war als Gastgeber gesetzt.
Die Ausscheidungsspiele in den zehn Qualifikationsgruppen wurden am 31. Mai 2007 gestartet und am 9. September 2008 abgeschlossen. Die Entscheidungsspiele für den Einzug in die Endrunde wurden in der Zeit vom 10. bis 15. Oktober 2008 ausgetragen.
Während Deutschland die Qualifikation für die Endrunde schaffte, sind Österreich (gegen Finnland im Elfmeterschießen) und die Schweiz (gegen Spanien nach Verlängerung) in den Entscheidungsspielen ausgeschieden.
Die Endrunde wurde in der Zeit vom 15. bis 29. Juni 2009 in Schweden ausgetragen.

## Modus
Die 51 Nationalteams wurden in zehn Gruppen – neun Gruppen zu fünf Teams und eine Gruppe zu sechs Teams – gelost. Die Nationalauswahlen hatten ihre Begegnungen mit Hin- und Rückspiel auszutragen. Die jeweiligen Gruppensieger (gelb gekennzeichnet) sowie die besten Zweitplatzierten (grün) waren für die Entscheidungsspiele um den Einzug in die Endrunde qualifiziert. Diese ermittelten dann in Hin- und Rückspiel sieben Teilnehmer an der Endrunde. Schweden war als Gastgeber automatisch qualifiziert.

## Teilnehmer
| Gruppe 1      | Gruppe 2      | Gruppe 3   | Gruppe 4   |
| ------------- | ------------- | ---------- | ---------- |
| Albanien      | Armenien      | Bulgarien  | Georgien   |
| Aserbaidschan | Liechtenstein | England    | Kasachstan |
| Färöer        | Tschechien    | Irland     | Polen      |
| Griechenland  | Türkei        | Montenegro | Russland   |
| Italien       | Ukraine       | Portugal   | Spanien    |
| Kroatien      |               |            |            |

| Gruppe 5       | Gruppe 6   | Gruppe 7   | Gruppe 8   |
| -------------- | ---------- | ---------- | ---------- |
| Estland        | Dänemark   | Belgien    | Lettland   |
| Nordmazedonien | Finnland   | Island     | San Marino |
| Niederlande    | Litauen    | Österreich | Serbien    |
| Norwegen       | Schottland | Slowakei   | Ungarn     |
| Schweiz        | Slowenien  | Zypern     | Belarus    |

| Gruppe 9    | Gruppe 10               |
| ----------- | ----------------------- |
| Deutschland | Bosnien und Herzegowina |
| Israel      | Frankreich              |
| Luxemburg   | Malta                   |
| Moldau      | Rumänien                |
| Nordirland  | Wales                   |

## Abschneiden der Mannschaften aus dem deutschsprachigen Raum

### Deutschland
Nach einem klaren 3:0-Auftaktsieg in Nordirland in der Qualifikationsgruppe 9 kam Deutschland in Israel über ein 2:2-Unentschieden nicht hinaus. Danach folgten jedoch klare Erfolge gegen Moldawien und zweimal gegen Luxemburg. Nachdem das Rückspiel in Moldawien mit 0:1 verloren ging, war Deutschland im letzten Heimspiel gegen Israel unter Zugzwang. Deutschland kam zwar über ein enttäuschendes 0:0-Unentschieden nicht hinaus, konnte sich damit aber letztlich dank der deutlich besseren Tordifferenz gegenüber Israel den Gruppensieg sichern.
- Spielerkader (Qualifikation): Andreas Beck (8 Spiele), Dennis Aogo (7), Dennis Grote (7), Marc-André Kruska (7), Mesut Özil (7), Rouwen Hennings (7), Barış Özbek (6), Daniel Schwaab (6), Jan Rosenthal (6), Florian Fromlowitz (5), Manuel Neuer (5), Mats Hummels (5), Niko Bungert (5), Sami Khedira (5), Benedikt Höwedes (4), Fabian Schönheim (4), Marko Marin (4), Ashkan Dejagah (3), Jérôme Boateng (3), Kevin Schindler (3), Markus Steinhöfer (3), Pascal Bieler (3), Patrick Ebert (3), Sebastian Boenisch (3), Tobias Sippel (3), Bernd Nehrig (2), Daniel Halfar (2), Eugen Polanski (2), Gonzalo Castro (2), Sandro Wagner (2), Thorsten Kirschbaum (2), Toni Kroos (2), Aaron Hunt (1), Chinedu Ede (1), Juri Judt (1), Kevin Pezzoni (1), Ralf Fährmann (1), Richard Sukuta-Pasu (1), Robert Fleßers (1) – Teamchef: Dieter Eilts.

Dramatisch verliefen die Entscheidungsspiele um den Einzug in die Endrunde. Im Heimspiel gegen Frankreich ging Deutschland zwar rasch mit 1:0 in Führung, kam jedoch über ein 1:1-Unentschieden nicht hinaus. Das Rückspiel verlief bis zum Finish torlos. Als sich Frankreich dank der Auswärtstorregel schon als Aufsteiger wähnte, gelang Höwedes in der Schlussminute noch der viel umjubelte Treffer zum 1:0-Sieg Deutschlands, das sich damit für die Endrunde qualifizierte.
- Spielerkader (Entscheidungsspiele): Manuel Neuer, Andreas Beck, Daniel Schwaab, Benedikt Höwedes, Sebastian Boenisch, Marc-André Kruska, Mesut Özil, Ashkan Dejagah, Aaron Hunt, Niko Bungert, Toni Kroos, Gonzalo Castro, Eugen Polanski, Daniel Halfar, Kevin Schindler, Marko Marin1), Sami Khedira1), Tobias Sippel1), Rouwen Hennings2), Florian Fromlowitz2), Jérôme Boateng2) – Teamchef: Dieter Eilts.
Anmerkungen: 1) = nur im ersten Spiel, 2) = nur im zweiten Spiel.

### Österreich
Mit einer souveränen Leistung wartete Österreich in der Qualifikation auf. Die Mannschaft beendete ihre Gruppe ungeschlagen auf dem ersten Platz. Lediglich in den Auswärtsspielen gegen die Slowakei und Island kam Österreich über 1:1-Unentschieden nicht hinaus. Letztlich betrug der Vorsprung gegenüber der zweitplatzierten Slowakei acht Punkte.
- Spielerkader (Qualifikation): Harun Erbek (8 Spiele), Mario Reiter (8), Robert Olejnik (8), Julian Baumgartlinger (7), Marko Stanković (7), Michael Stanislaw (7), Andreas Dober (6), Bartoloměj Kuru (6), Erwin Hoffer (6), Florian Klein (6), Michael Madl (6), Sandro Zakany (6), Niklas Hoheneder (5), Peter Hackmair (5), Veli Kavlak (5), Rubin Okotie (5), Christoph Saurer (4), Mario Sonnleitner (4), Zlatko Junuzović (4), Andreas Schicker (3), Emin Sulimani (3), Franz Schiemer (3), Markus Suttner (3), Besian Idrizaj (2), Daniel Gramann (2), Daniel Toth (2), Patrick Seeger (2), Andreas Lukse (1), Bernhard Morgenthaler (1), Christopher Drazan (1), Daniel Sikorski (1), Udo Siebenhandl (1) – Teamchef: Manfred Zsak.

Einen klassischen Selbstfaller leistete sich Österreich in den Entscheidungsspielen um den Einzug in die Endrunde gegen Finnland. Die Österreicher waren in beiden Spielen klar überlegen, scheiterten jedoch an ihrer mangelnden Chancenauswertung. Nach einer schnellen 2:0-Führung im Heimspiel reichte es letztlich nur zu einem knappen 2:1-Sieg. Im Rückspiel lag Österreich lange 1:0 in Führung, ehe den Finnen im Finish der Ausgleich und in der Schlussminute die 2:1-Führung gelang. Nach einer torlosen Verlängerung musste das Elfmeterschießen entscheiden, in dem die Österreicher an ihren Nerven scheiterten und mit 2:4 unterlagen.
- Spielerkader (Entscheidungsspiele): Robert Olejnik, Andreas Schicker, Mario Sonnleitner, Mario Reiter, Julian Baumgartlinger, Florian Klein, Niklas Hoheneder, Daniel Sikorski, Marko Stanković, Haris Bukva, Michael Madl, Michael Stanislaw, Christoph Saurer, Veli Kavlak, Rubin Okotie, Harun Erbek, Andreas Lukse, Franz Schiemer1), Andreas Dober2) – Teamchef: Manfred Zsak.
Anmerkungen: 1) = nur im ersten Spiel, 2) = nur im zweiten Spiel.

### Schweiz
Für die Schweiz begann die Qualifikation eher durchwachsen. Einem enttäuschenden 1:1-Heimremis gegen Mazedonien folgte eine 0:1-Niederlage in Norwegen. Nachdem auch das Auswärtsspiel in Mazedonien 1:2 verloren ging, schien die Qualifikation bereits vorbei. Die Schweiz schaffte jedoch ein sensationelles Finish, in dem es gegen den regierenden U-21-Europameister Niederlande sowohl auswärts, als auch daheim 1:0-Siege gab. Damit sicherte sich die Schweiz letztlich den Gruppensieg und die Qualifikation für die Entscheidungsspiele.
- Spielerkader (Qualifikation): Beg Ferati (8 Spiele), David González (8), Fabian Lustenberger (8), Patrik Baumann (8), Frank Feltscher (7), Murat Ural (7), Reto Ziegler (7), Yann Sommer (7), Claudio Lustenberger (6), Heinz Barmettler (6), Jonas Elmer (6), Almen Abdi (5), Christophe Lambert (5), Fabrizio Zambrella (5), Blerim Džemaili (4), Eren Derdiyok (4), Kay Voser (4), Pirmin Schwegler (4), Cabral (3), Jérôme Thiesson (3), Julian Esteban (3), Stefan Glarner (3), Stephan Andrist (3), Adrian Nikci (2), Didier Crettenand (2), Moreno Costanzo (2), Sebastian Kollar (2), Charles-André Doudin (1), Daniel Pavlović (1), Dragan Đukić (1), Gelson Fernandes (1), Jocelyn Roux (1), Marco Schönbächler (1), Peter Läng (1), Safet Etemi (1), Shkëlzen Gashi (1), Valentin Stocker (1), Xavier Hochstrasser (1) – Teamchef: Pierre-André Schürmann.

In den Entscheidungsspielen für den Einzug in die Endrunde wartete mit Spanien neuerlich ein schwerer Gegner. Im Heimspiel konnte die Schweiz mit 2:1 die Oberhand behalten. Dramatisch verlief das Rückspiel. Die Schweiz ging 1:0 in Führung und konnte nach dem Ausgleich das Unentschieden bis zum Ende der regulären Spielzeit halten. In der Nachspielzeit gelang Spanien doch noch der zweite Treffer und erreichte damit die Verlängerung. Erst in der zweiten Hälfte der Verlängerung konnte Spanien das spielentscheidende 3:1 erzielen und sich damit für die Endrunde qualifizieren.
- Spielerkader (Entscheidungsspiele): Yann Sommer, Jérôme Thiesson, Didier Crettenand, Heinz Barmettler, Beg Ferati, Fabrizio Zambrella, Adrian Nikci, Fabian Lustenberger, Johan Vonlanthen, Reto Ziegler, David González, Stefan Glarner, Patrik Baumann, Murat Ural, Frank Feltscher, Pirmin Schwegler1), Valentin Stocker1), Cabral1), Shkëlzen Gashi2), Rolf Feltscher2), Migjen Basha2) – Teamchef: Pierre-André Schürmann.
Anmerkungen: 1) = nur im ersten Spiel, 2) = nur im zweiten Spiel.

## Qualifikationsgruppen

### Gruppe 1
Tabelle
| Pl. | Land          | Sp. | S | U | N | Tore    | Diff. | Punkte |
| --- | ------------- | --- | - | - | - | ------- | ----- | ------ |
| 1.  | Italien       | 10  | 7 | 3 | 0 | 021:500 | +16   | 24     |
| 2.  | Kroatien      | 10  | 7 | 1 | 2 | 020:120 | +8    | 22     |
| 3.  | Griechenland  | 10  | 5 | 3 | 2 | 020:130 | +7    | 18     |
| 4.  | Albanien      | 10  | 3 | 3 | 4 | 010:130 | −3    | 12     |
| 5.  | Färöer        | 10  | 1 | 1 | 8 | 005:180 | −13   | 04     |
| 6.  | Aserbaidschan | 10  | 0 | 3 | 7 | 006:210 | −15   | 03     |

Spielergebnisse
| 1. Juni 2007       |  | Italien       | – | Albanien      | 4:0 |
| 2. Juni 2007       |  | Griechenland  | – | Aserbaidschan | 4:1 |
| 2. Juni 2007       |  | Kroatien      | – | Färöer        | 2:0 |
| 6. Juni 2007       |  | Kroatien      | – | Griechenland  | 3:2 |
| 6. Juni 2007       |  | Albanien      | – | Färöer        | 1:0 |
| 7. September 2007  |  | Italien       | – | Färöer        | 2:1 |
| 8. September 2007  |  | Aserbaidschan | – | Griechenland  | 0:2 |
| 8. September 2007  |  | Albanien      | – | Kroatien      | 1:0 |
| 11. September 2007 |  | Albanien      | – | Italien       | 0:1 |
| 11. September 2007 |  | Kroatien      | – | Aserbaidschan | 3:2 |
| 12. September 2007 |  | Färöer        | – | Griechenland  | 0:2 |
| 12. Oktober 2007   |  | Italien       | – | Kroatien      | 2:0 |
| 14. Oktober 2007   |  | Färöer        | – | Aserbaidschan | 1:0 |
| 16. Oktober 2007   |  | Griechenland  | – | Italien       | 2:2 |
| 17. Oktober 2007   |  | Aserbaidschan | – | Albanien      | 1:1 |

### Gruppe 2
Tabelle
| Pl. | Land          | Sp. | S | U | N | Tore    | Diff. | Punkte |
| --- | ------------- | --- | - | - | - | ------- | ----- | ------ |
| 1.  | Türkei        | 8   | 6 | 1 | 1 | 018:600 | +12   | 19     |
| 2.  | Ukraine       | 8   | 5 | 0 | 3 | 016:700 | +9    | 15     |
| 3.  | Tschechien    | 8   | 4 | 2 | 2 | 019:500 | +14   | 14     |
| 4.  | Armenien      | 8   | 3 | 1 | 4 | 008:160 | −8    | 10     |
| 5.  | Liechtenstein | 8   | 0 | 0 | 8 | 004:310 | −27   | 0      |

Spielergebnisse
| 31. Mai 2007       |  | Armenien      | – | Liechtenstein | 1:0  |
| 1. Juni 2007       |  | Ukraine       | – | Türkei        | 1:2  |
| 6. Juni 2007       |  | Ukraine       | – | Armenien      | 4:0  |
| 8. September 2007  |  | Armenien      | – | Tschechien    | 1:1  |
| 8. September 2007  |  | Liechtenstein | – | Türkei        | 2:3  |
| 11. September 2007 |  | Tschechien    | – | Liechtenstein | 8:0  |
| 12. September 2007 |  | Armenien      | – | Ukraine       | 0:2  |
| 14. Oktober 2007   |  | Liechtenstein | – | Tschechien    | 0:4  |
| 14. Oktober 2007   |  | Türkei        | – | Ukraine       | 2:01 |
| 7. Oktober 2007    |  | Liechtenstein | – | Ukraine       | 1:3  |

### Gruppe 3
Tabelle
| Pl. | Land       | Sp. | S | U | N | Tore    | Diff. | Punkte |
| --- | ---------- | --- | - | - | - | ------- | ----- | ------ |
| 1.  | England    | 8   | 7 | 1 | 0 | 017:100 | +16   | 22     |
| 2.  | Portugal   | 8   | 4 | 2 | 2 | 013:700 | +6    | 14     |
| 3.  | Montenegro | 8   | 2 | 2 | 4 | 005:120 | −7    | 08     |
| 4.  | Bulgarien  | 8   | 2 | 1 | 5 | 004:900 | −5    | 07     |
| 5.  | Irland     | 8   | 1 | 2 | 5 | 004:140 | −10   | 05     |

Spielergebnisse
| 5. Juni 2007       |  | Bulgarien  | – | Montenegro | 1:2 |
| 7. September 2007  |  | Irland     | – | Portugal   | 0:2 |
| 7. September 2007  |  | Montenegro | – | England    | 0:3 |
| 11. September 2007 |  | Bulgarien  | – | England    | 0:2 |
| 11. September 2007 |  | Portugal   | – | Montenegro | 4:0 |
| 12. Oktober 2007   |  | Bulgarien  | – | Portugal   | 1:0 |
| 12. Oktober 2007   |  | England    | – | Montenegro | 1:0 |
| 16. Oktober 2007   |  | Montenegro | – | Portugal   | 1:2 |
| 16. Oktober 2007   |  | Irland     | – | England    | 0:3 |
| 16. November 2007  |  | Montenegro | – | Irland     | 1:0 |

### Gruppe 4
Tabelle
| Pl. | Land       | Sp. | S | U | N | Tore    | Diff. | Punkte |
| --- | ---------- | --- | - | - | - | ------- | ----- | ------ |
| 1.  | Spanien    | 8   | 8 | 0 | 0 | 021:200 | +19   | 24     |
| 2.  | Russland   | 8   | 5 | 0 | 3 | 014:600 | +8    | 15     |
| 3.  | Polen      | 8   | 3 | 0 | 5 | 009:110 | −2    | 09     |
| 4.  | Kasachstan | 8   | 2 | 0 | 6 | 009:180 | −9    | 06     |
| 5.  | Georgien   | 8   | 2 | 0 | 6 | 006:220 | −16   | 06     |

Spielergebnisse
| 5. Juni 2007       |  | Georgien   | – | Spanien    | 0:1  |
| 22. August 2007    |  | Polen      | – | Georgien   | 3:1  |
| 22. August 2007    |  | Kasachstan | – | Russland   | 0:3* |
| 7. September 2007  |  | Georgien   | – | Kasachstan | 2:1  |
| 7. September 2007  |  | Russland   | – | Polen      | 1:0  |
| 11. September 2007 |  | Polen      | – | Kasachstan | 1:0  |
| 11. September 2007 |  | Spanien    | – | Georgien   | 4:0  |
| 12. Oktober 2007   |  | Russland   | – | Kasachstan | 4:0  |
| 12. Oktober 2007   |  | Polen      | – | Spanien    | 0:2  |
| 16. Oktober 2007   |  | Kasachstan | – | Georgien   | 4:1  |

| Anmerkung: * Das Spiel endete 0:1, wurde jedoch nachträglich mit 0:3 strafbeglaubigt |

### Gruppe 5
Tabelle
| Pl. | Land           | Sp. | S | U | N | Tore    | Diff. | Punkte |
| --- | -------------- | --- | - | - | - | ------- | ----- | ------ |
| 1.  | Schweiz        | 8   | 5 | 1 | 2 | 016:500 | +11   | 16     |
| 2.  | Niederlande    | 8   | 5 | 1 | 2 | 010:300 | +7    | 16     |
| 3.  | Norwegen       | 8   | 3 | 3 | 2 | 007:600 | +1    | 12     |
| 4.  | Nordmazedonien | 8   | 2 | 3 | 3 | 005:600 | −1    | 09     |
| 5.  | Estland        | 8   | 1 | 0 | 7 | 001:190 | −18   | 03     |

Spielergebnisse
| 3. Juni 2007 |             | Estland        | – | Norwegen       | 0:1 |
| 22. August 2007 |             | Nordmazedonien | – | Niederlande    | 0:1 |
| 7. September 2007                                                                                                  |             | Norwegen       | – | Niederlande    | 0:1 |
| 8. September 2007                                                                                                  | Wohlen      | Schweiz        | – | Nordmazedonien | 1:1 |
| Tore: 1:0 Derdiyok (36.), 1:1 Zlatkovski (78.)                                                                     |             |                |   |                |     |
| 11. September 2007                                                                                                 |             | Nordmazedonien | – | Estland        | 1:0 |
| 12. Oktober 2007                                                                                                   | Fredrikstad | Norwegen       | – | Schweiz        | 2:1 |
| Tore: 1:0 Elyounoussi (67.), 1:1 Derdiyok (83.), 2:1 Demidov (83.)                                                 |             |                |   |                |     |
| 12. Oktober 2007                                                                                                   |             | Estland        | – | Niederlande    | 0:3 |
| 16. Oktober 2007                                                                                                   |             | Nordmazedonien | – | Norwegen       | 1:1 |
| 16. Oktober 2007                                                                                                   | Tallinn     | Estland        | – | Schweiz        | 0:4 |
| Tore: 0:1 Derdiyok (12.), 0:2 Derdiyok (49.), 0:3 Esteban (58.), 0:4 Ural (74.)                                    |             |                |   |                |     |
| 16. November 2007                                                                                                  |             | Niederlande    | – | Nordmazedonien | 1:0 |
| 17. November 2007                                                                                                  | Delémont    | Schweiz        | – | Estland        | 5:0 |
| Tore: 1:0 Derdiyok (2.), 2:0 Feltscher (23.), 3:0 Ziegler (30., Elfm.), 4:0 Derdiyok (45.), 5:0 Lustenberger (50.) |             |                |   |                |     |

### Gruppe 6
Tabelle
| Pl. | Land       | Sp. | S | U | N | Tore    | Diff. | Punkte |
| --- | ---------- | --- | - | - | - | ------- | ----- | ------ |
| 1.  | Finnland   | 8   | 6 | 1 | 1 | 011:600 | +5    | 19     |
| 2.  | Dänemark   | 8   | 5 | 1 | 2 | 013:400 | +9    | 16     |
| 3.  | Schottland | 8   | 5 | 1 | 2 | 017:600 | +11   | 16     |
| 4.  | Slowenien  | 8   | 1 | 2 | 5 | 004:130 | −9    | 05     |
| 5.  | Litauen    | 8   | 0 | 1 | 7 | 002:180 | −16   | 01     |

Spielergebnisse
| 5. Juni 2007       |  | Slowenien  | – | Litauen    | 2:1 |
| 6. Juni 2007       |  | Dänemark   | – | Finnland   | 0:1 |
| 7. September 2007  |  | Dänemark   | – | Litauen    | 4:0 |
| 8. September 2007  |  | Finnland   | – | Schottland | 3:2 |
| 11. September 2007 |  | Litauen    | – | Slowenien  | 0:0 |
| 12. September 2007 |  | Schottland | – | Dänemark   | 0:0 |
| 11. Oktober 2007   |  | Schottland | – | Litauen    | 3:0 |
| 13. Oktober 2007   |  | Finnland   | – | Slowenien  | 1:0 |
| 16. Oktober 2007   |  | Slowenien  | – | Dänemark   | 1:3 |
| 17. Oktober 2007   |  | Litauen    | – | Finnland   | 0:1 |

### Gruppe 7
Tabelle
| Pl. | Land       | Sp. | S | U | N | Tore    | Diff. | Punkte |
| --- | ---------- | --- | - | - | - | ------- | ----- | ------ |
| 1.  | Österreich | 8   | 6 | 2 | 0 | 012:600 | +6    | 20     |
| 2.  | Slowakei   | 8   | 3 | 3 | 2 | 015:110 | +4    | 12     |
| 3.  | Belgien    | 8   | 3 | 1 | 4 | 012:130 | −1    | 10     |
| 4.  | Island     | 8   | 1 | 4 | 3 | 006:900 | −3    | 07     |
| 5.  | Zypern     | 8   | 2 | 0 | 6 | 009:150 | −6    | 06     |

Spielergebnisse
| 22. August 2007                                                 |           | Island     | – | Zypern     | 0:1 |
| 7. September 2007                                               |           | Slowakei   | – | Island     | 2:2 |
| 7. September 2007                                               | Mechelen  | Belgien    | – | Österreich | 0:1 |
| Tore: 0:1 Schiemer (74.)                                        |           |            |   |            |     |
| 11. September 2007                                              | Senec     | Slowakei   | – | Österreich | 1:1 |
| Tore: 0:1 Dober (63.), 1:1 Jan Maslo (84.)                      |           |            |   |            |     |
| 11. September 2007                                              |           | Island     | – | Belgien    | 0:0 |
| 12. Oktober 2007                                                | Schwaz    | Österreich | – | Zypern     | 2:1 |
| Tore: 1:0 Hoheneder, (38.) 2:0 Klein (45.), 2:1 Dimitriou (74.) |           |            |   |            |     |
| 12. Oktober 2007                                                |           | Belgien    | – | Slowakei   | 4:2 |
| 16. Oktober 2007                                                | Grindavík | Island     | – | Österreich | 1:1 |
| Tore: 0:1 Dober (48.), 1:1 Gislason (64.)                       |           |            |   |            |     |
| 16. Oktober 2007                                                |           | Slowakei   | – | Zypern     | 4:1 |
| 16. November 2007                                               |           | Zypern     | – | Slowakei   | 1:2 |

| Anmerkung: * Das Spiel endete 1:1, wurde jedoch nachträglich mit 3:0 gewertet |

### Gruppe 8
Tabelle
| Pl. | Land       | Sp. | S | U | N | Tore    | Diff. | Punkte |
| --- | ---------- | --- | - | - | - | ------- | ----- | ------ |
| 1.  | Serbien    | 8   | 5 | 2 | 1 | 024:500 | +19   | 17     |
| 2.  | Belarus    | 8   | 5 | 2 | 1 | 015:500 | +10   | 17     |
| 3.  | Ungarn     | 8   | 4 | 0 | 4 | 014:130 | +1    | 12     |
| 4.  | Lettland   | 8   | 3 | 2 | 3 | 006:600 | ±0    | 11     |
| 5.  | San Marino | 8   | 0 | 0 | 8 | 001:310 | −30   | 0      |

Spielergebnisse
| 2. Juni 2007       |  | Serbien    | – | Lettland   | 1:1 |
| 2. Juni 2007       |  | Belarus    | – | Ungarn     | 1:0 |
| 6. Juni 2007       |  | Ungarn     | – | Lettland   | 1:0 |
| 6. Juni 2007       |  | San Marino | – | Belarus    | 0:3 |
| 22. August 2007    |  | Belarus    | – | Lettland   | 2:1 |
| 7. September 2007  |  | San Marino | – | Ungarn     | 1:6 |
| 8. September 2007  |  | Serbien    | – | Belarus    | 3:1 |
| 11. September 2007 |  | Lettland   | – | San Marino | 2:0 |
| 12. September 2007 |  | Ungarn     | – | Serbien    | 2:1 |
| 13. Oktober 2007   |  | Serbien    | – | San Marino | 3:0 |

### Gruppe 9
Tabelle
| Pl. | Land        | Sp. | S | U | N | Tore    | Diff. | Punkte |
| --- | ----------- | --- | - | - | - | ------- | ----- | ------ |
| 1.  | Deutschland | 8   | 5 | 2 | 1 | 024:300 | +21   | 17     |
| 2.  | Israel      | 8   | 5 | 2 | 1 | 016:500 | +11   | 17     |
| 3.  | Nordirland  | 8   | 4 | 0 | 4 | 013:120 | +1    | 12     |
| 4.  | Moldau      | 8   | 4 | 0 | 4 | 006:800 | −2    | 12     |
| 5.  | Luxemburg   | 8   | 0 | 0 | 8 | 001:320 | −31   | 0      |

Spielergebnisse
| 1. Juni 2007 |           | Moldau      | – | Nordirland  | 0:1 |
| 7. Sep. 2007 |           | Israel      | – | Luxemburg   | 3:0 |
| 7. Sep. 2007 | Lurgan    | Nordirland  | – | Deutschland | 0:3 |
| Tore: 0:1 Ebert (78.), 0:2 Özil (90.), 0:3 Hennings (90.+2')                                                                                             |           |             |   |             |     |
| 11. Sep. 2007 |           | Moldau      | – | Israel      | 1:0 |
| 12. Sep. 2007 |           | Luxemburg   | – | Nordirland  | 1:2 |
| 12. Okt. 2007 | Tel Aviv  | Israel      | – | Deutschland | 2:2 |
| Tore: 0:1 Hennings (18.), 1:1 Bar Buzaglo (43.), 2:1 Azriel (70.), 2:2 Hennings (78.)                                                                    |           |             |   |             |     |
| 13. Okt. 2007 |           | Luxemburg   | – | Moldau      | 0:2 |
| 16. Okt. 2007 | Pirmasens | Deutschland | – | Moldau      | 3:0 |
| Tore: 1:0 Özil (36.), 2:0 Özil (69.), 3:0 Hennings (90.+3')                                                                                              |           |             |   |             |     |
| 17. Okt. 2007 |           | Nordirland  | – | Israel      | 1:3 |
| 16. Nov. 2007 |           | Nordirland  | – | Luxemburg   | 5:0 |
| 20. Nov. 2007 | Luxemburg | Luxemburg   | – | Deutschland | 0:7 |
| Tore: 0:1 Hennings (8.), 0:2 Kruska (12., Elfm.), 0:3 Rosenthal (19.), 0:4 Rosenthal (23.), 0:5 Barış Özbek (30.), 0:6 Hennings (44.), 0:7 Dejagah (90.) |           |             |   |             |     |

### Gruppe 10
Tabelle
| Pl. | Land                    | Sp. | S | U | N | Tore    | Diff. | Punkte |
| --- | ----------------------- | --- | - | - | - | ------- | ----- | ------ |
| 1.  | Wales                   | 8   | 6 | 0 | 2 | 020:600 | +14   | 18     |
| 2.  | Frankreich              | 8   | 5 | 2 | 1 | 016:500 | +11   | 17     |
| 3.  | Rumänien                | 8   | 4 | 3 | 1 | 011:500 | +6    | 15     |
| 4.  | Bosnien und Herzegowina | 8   | 1 | 1 | 6 | 007:170 | −10   | 04     |
| 5.  | Malta                   | 8   | 1 | 0 | 7 | 003:240 | −21   | 03     |

Spielergebnisse
| 1. Juni 2007  | Frankreich              | – | Rumänien                | 1:1 |
| 5. Juni 2007  | Malta                   | – | Rumänien                | 0:1 |
| 7. Sep. 2007  | Frankreich              | – | Wales                   | 1:0 |
| 8. Sep. 2007  | Bosnien und Herzegowina | – | Malta                   | 4:0 |
| 11. Sep. 2007 | Rumänien                | – | Bosnien und Herzegowina | 3:0 |
| 12. Sep. 2007 | Malta                   | – | Frankreich              | 0:2 |
| 12. Okt. 2007 | Frankreich              | – | Bosnien und Herzegowina | 4:0 |
| 16. Okt. 2007 | Rumänien                | – | Frankreich              | 0:0 |
| 17. Okt. 2007 | Wales                   | – | Malta                   | 3:1 |
| 16. Nov. 2007 | Rumänien                | – | Malta                   | 4:0 |

## Entscheidungsspiele für den Einzug in die Endrunde
Die Auslosung für die Entscheidungsspiele fand am 12. September 2008 im Beisein des EM-Botschafters und schwedischen Nationalspielers Henrik Larsson in Malmö statt. Die sieben Paarungen wurden aus den Siegern der zehn Qualifikationsgruppen und den vier besten Zweitplatzierten gelost.
| Datum                                                                                                |             | Ergebnis        |             | Ort            |
| --- | ----------- | --------------- | ----------- | -------------- |
| 10. Oktober 2008                                                                                     | Österreich  | 2:1             | Finnland    | Pasching       |
| Tore: 1:0 Saurer (10.), 2:0 Klein (13.), 2:1 Hetemaj (63.)                                           |             |                 |             |                |
| 14. Oktober 2008                                                                                     | Finnland    | 2:1 n. V.       | Österreich  | Turku          |
| Tore: 0:1 Stankovic (26.), 1:1 Vasara (81.), 2:1 Vasara (90.)                                        |             |                 |             |                |
| Gesamt:                                                                                              | Österreich  | 3:3 (2:4 i. E.) | Finnland    |                |
| |             |                 |             |                |
| 10. Oktober 2008                                                                                     | Türkei      | 1:0             | Belarus     | Antalya        |
| Tore: 1:0 Yildrim (10.)                                                                              |             |                 |             |                |
| 14. Oktober 2008                                                                                     | Belarus     | 2:0             | Türkei      | Borissov       |
| Tore: 1:0 Sivakov (39.), 2:0 Shitov (53.)                                                            |             |                 |             |                |
| Gesamt:                                                                                              | Türkei      | 1:2             | Belarus     |                |
| |             |                 |             |                |
| 11. Oktober 2008                                                                                     | Dänemark    | 0:1             | Serbien     | Ålborg         |
| Tore: 0:1 F. Djordjević (83.)                                                                        |             |                 |             |                |
| 15. Oktober 2008                                                                                     | Serbien     | 1:0             | Dänemark    | Belgrad        |
| Tore: 1:0 Milinković (74.)                                                                           |             |                 |             |                |
| Gesamt:                                                                                              | Dänemark    | 0:2             | Serbien     |                |
| |             |                 |             |                |
| 10. Oktober 2008                                                                                     | Deutschland | 1:1             | Frankreich  | Magdeburg      |
| Tore: 1:0 Dejagah (14.), 1:1 Kaboul (23.)                                                            |             |                 |             |                |
| 15. Oktober 2008                                                                                     | Frankreich  | 0:1             | Deutschland | Metz           |
| Tore: 0:1 Höwedes (90.)                                                                              |             |                 |             |                |
| Gesamt:                                                                                              | Deutschland | 2:1             | Frankreich  |                |
| |             |                 |             |                |
| 10. Oktober 2008                                                                                     | Wales       | 2:3             | England     | Cardiff        |
| Tore: 1:0 Church (13.), 1:1 Wheater (19.), 1:2 Johnson (35.), 2:2 Church (44.), 2:3 Agbonlahor (61.) |             |                 |             |                |
| 14. Oktober 2008                                                                                     | England     | 2:2             | Wales       | Birmingham     |
| Tore: 1:0 Huddlestone (13.), 1:1 Ramsey (24.), 1:2 Church (28.), 2:2 Vokes (35., ET)                 |             |                 |             |                |
| Gesamt:                                                                                              | Wales       | 4:5             | England     |                |
| |             |                 |             |                |
| 11. Oktober 2008                                                                                     | Italien     | 0:0             | Israel      | Ancona         |
| Tore: keine                                                                                          |             |                 |             |                |
| 15. Oktober 2008                                                                                     | Israel      | 1:3             | Italien     | Tel Aviv       |
| Tore: 0:1 Balotelli (4.), 0:2 Balotelli (25.), 1:2 Tamuz (54.), 1:3 Abate (75.)                      |             |                 |             |                |
| Gesamt:                                                                                              | Italien     | 3:1             | Israel      |                |
| |             |                 |             |                |
| 11. Oktober 2008                                                                                     | Schweiz     | 2:1             | Spanien     | Aarau          |
| Tore: 0:1 Busquets (18.), 1:1 Vonlanthen, (27.) 2:1 Nikci (51.)                                      |             |                 |             |                |
| 14. Oktober 2008                                                                                     | Spanien     | 3:1 n. V.       | Schweiz     | Lorca (Murcia) |
| Tore: 0:1 Gashi (25.), 1:1 Xisco (51.), 2:1 Sisi (90.+5'), 3:1 Raúl García (102.)                    |             |                 |             |                |
| Gesamt:                                                                                              | Schweiz     | 3:4             | Spanien     |                |

## Endrundenteilnehmer
Für die Endrunde der U-21-Fußball-Europameisterschaft 2009, die in der Zeit von 15. bis 29. Juni 2009 in Schweden ausgetragen wurde, qualifizierten sich folgende Nationen:
| Gruppe A                              | Gruppe B    |
| ------------------------------------- | ----------- |
| Italien                               | Deutschland |
| Schweden*)                            | England     |
| Serbien                               | Finnland    |
| Belarus                               | Spanien     |
| *) als Veranstalter fest qualifiziert |             |